# Paramimistena cooptata
Paramimistena cooptata là một loài bọ cánh cứng trong họ Cerambycidae.